# Theragra chalcogramma

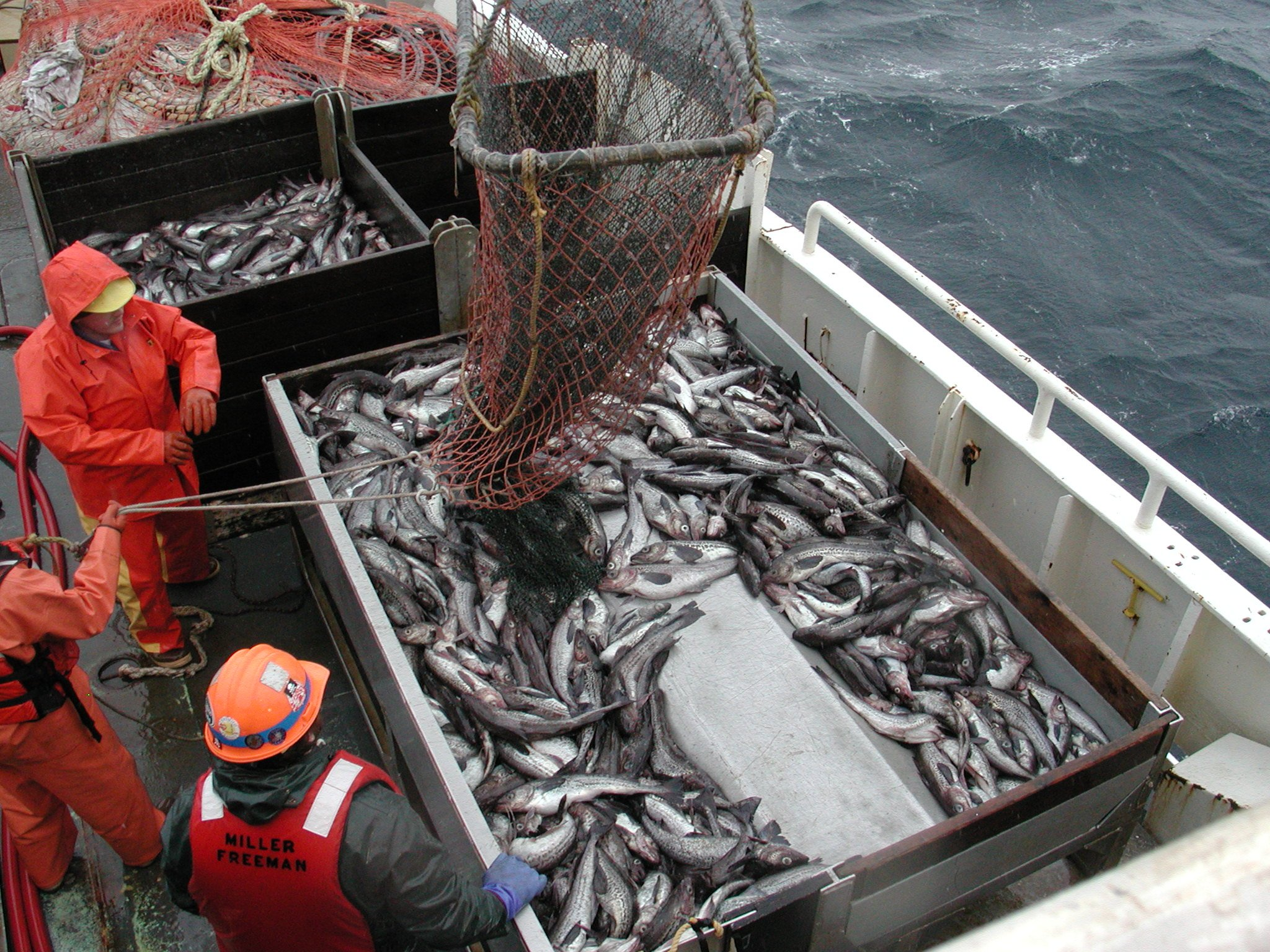
Pesca del abadejo de Alaska

El abadejo de Alaska o colín de Alaska (Theragra chalcogramma, sinónimo para Gadus chalcogrammus) es una especie de Actinopterygii de la familia de bacalaos, los gádidos. El abadejo común es de la misma familia, pero son de dos géneros distintos. El abadejo de Alaska de mayor longitud registrado fue de 91 centímetros, el más pesado de 3.850 gramos y el de mayor longevidad de 15 años. Es una raza bentopelágica, no migratoria, de aguas salobres de hasta 1.280 metros de profundidad. Se distribuye entre el pueblo de Kivalina en Alaska, a través del mar del Japón meridional y mar de Ojotsk  de las costas de Asia oriental hasta el pueblo de Carmel en California. La mayoría de la pesca de esta especie ocurre en el Mar de Bering entre el distrito autónomo ruso de Chukotka y el estado de Alaska.

## Ecología y comportamiento
La coloración moteada hace que sea más difícil, para los depredadores, verlos cuando están cerca del fondo del mar. Son una especie de relativamente rápido crecimiento y de vida corta, que actualmente representan un componente biológico importante del ecosistema del Mar de Bering. Se ha descubierto que las capturas de abadejo de Alaska suben tres años después de veranos tormentosos. Las tormentas agitan los nutrientes, y esto provoca que el fitoplancton sea abundante durante más tiempo, lo que a su vez permite que más crías de abadejo sobrevivan. El abadejo de Alaska tiene músculos tambores bien desarrollados que utiliza para producir sonidos durante el cortejo , al igual que muchos otros gádidos.

## Gastronomía
En comparación con el abadejo, el abadejo de Alaska tiene un sabor más suave, es
de color blanco y tiene menor contenido de aceite, por lo que su carne se considera de alta calidad.
Este pescado es el ingrediente más común para los palitos de cangrejo. También forma parte de varios platos coreanos, entre ellos el ggakdugi, guk y el sundae.
La especie Theragra chalcogramma es comúnmente usada en la industria de la comida rápida por ejemplo, en
McDonald's, y Dairy Queen. Es también ampliamente utilizada en la cocina japonesa y rusa.